# Wspólne zdjęcie
Wspólne zdjęcie – album grupy muzycznej U Studni wydany w 2016 roku. Nagrany w 2016 roku, w Studio Rocksun w Pleszewie. Słowa użyte w utworach są autorstwa Adama Ziemianina, Edwarda Stachury i Mirosławy Szawińskiej. Muzykę do płyty skomponowali Dariusz Czarny i Ryszard Żarowski. Jest to trzecia płyta w dorobku grupy.
Płyta Wspólne zdjęcie to głównie kontynuacja twórczości do tekstów krakowskiego poety Adama Ziemianina i to w większości jego poezja jest zawarta w nagranych piosenkach. Podobnie jak na dwóch poprzednich płytach, głównym kompozytorem pozostaje Dariusz Czarny, który zamieścił jeden całkowicie autorski Blues o powrotach, tym razem zaśpiewany gościnnie przez Janusza Yaninę Iwańskiego. Ziemianin to nie jedyny autor tekstów. Na płycie znajdują się dwie piosenki do wierszy młodej poetki Mirosławy Szawińskiej. Oprócz kompozycji Dariusza Czarnego na płycie pojawia się piosenka napisana, zagrana i zaśpiewana przez Ryszarda Żarowskiego Nocne czuwanie do słów Adama Ziemianina.
Mottem płyty jest wiersz Adama Ziemianina:
Zróbmy coś, żeby druty kolczaste nie oplatały nas coraz szczelniej w naszej krainie człowieczeństwa.
Spróbujmy cieplej spojrzeć na drugiego człowieka i uśmiechnąć się do niego.
Przecież nasze zameldowanie tutaj jest takie tymczasowe…

## Twórcy
- Aleksandra Kiełb-Szawuła – śpiew
- Dariusz Czarny – śpiew, gitary
- Wojciech Czemplik – skrzypce, altówka
- Andrzej Stagraczyński - gitara basowa
- Ryszard Żarowski – śpiew, gitary
- Janusz Iwański (Yanina) – śpiew
- Sergiusz Supron – akordeon, instrumenty perkusyjne
- Kuba Frydrych – ukulele[1]

## Lista utworów
1. Bieszczadzki hymn
2. Wciąż od nowa
3. Balkonowo w Cisnej
4. Sen o Sanie
5. Odezwij się
6. Nokturn
7. Czy to miłość
8. Wspólne zdjęcie
9. Blues o powrotach
10. Grosik łzy
11. Mija kolejna wiosna
12. Nocne czuwanie
13. Osiedlowy blues
14. Roratnia
15. Po co[5]